# Iván Guzmán de Rojas
Iván Guzmán de Rojas (La Paz, 30 de marzo de 1934 - 26 de enero de 2022) fue un científico, ingeniero, funcionario público, lingüista y matemático boliviano, creador del sistema de traducción multilingüe Atamiri-MT System.

## Biografía
Hijo del pintor potosino Cecilio Guzmán de Rojas, Iván Guzmán de Rojas nació en la ciudad de La Paz, Bolivia en 1934 y realizó sus estudios iniciales en el Instituto Americano de esa ciudad, concluyendo el bachillerato en 1952. Ya en el colegio se interesó por las ciencias, principalmente las matemáticas y la física.
Estudió Ingeniería Industrial en la Universidad Mayor de San Andrés y fue becado a Alemania como investigador. Permaneció en Europa cerca de diez años profundizando sus conocimientos en física teórica, matemática aplicada a la física. Luego de su retorno a Bolivia en 1967, promovió el establecimiento de las carreras de Ciencias Básicas en la Universidad Mayor de San Andrés. Es fundador de las carreras de Matemática, Física y Química en esa universidad e impulsor del primer laboratorio de investigaciones en química aplicada.
Al principio de la década de 1970, dejó la carrera académica debido a la Revolución Universitaria de 1970 y el golpe militar de Hugo Banzer Suárez de 1971.
En 1979 Guzmán de Rojas comenzó a investigar las propiedades algorítmicas de la estructura sintáctica del idioma aymará, investigación que lo llevaría a desarrollar el Sistema Atamiri, software que permite realizar la traducción multilingüe entre varios idiomas de manera simultánea en base al aymará.
En 1985, bajo los auspicios del Secretario General de la OEA, Iván Guzmán de Rojas presentó en Washington, Estados Unidos, el primer prototipo del Sistema Atamiri, el cual para entonces ya era capaz de traducir simultáneamente del inglés al español, francés y alemán y del español a los otros tres idiomas.
Guzmán de Rojas realizó varias presentaciones y seminarios en varios países del mundo respecto a sus investigaciones de Ingeniería del Lenguaje, y la aplicación del idioma aimara en el desarrollo del Sistema Atamiri y ha realizado también varias publicaciones al respecto.
Entre 1989 y 1999 desempeñó funciones en la Corte Nacional Electoral de Bolivia, institución de la que fue Presidente.
Guzmán de Rojas conduce un grupo de investigación en Ingeniería de Lenguaje llamado IGRAL, con el cual el año 2001 retomó el desarrollo del 'Sistema Atamiri-MT y desarrolló también un servicio de mensajería multilingüe con traducción simultánea en treinta idiomas, conocido como Qopuchawi y disponible de forma gratuita en www.atamiri.cc/qopuchawi (enlace roto disponible en Internet Archive; véase el historial, la primera versión y la última)..
El año 2007, Iván Guzmán de Rojas presentó el libro Lógica aymara y futurología, en el cual el investigador refiere a una herramienta algebraica que aplicada a la computación, permite inferir escenarios futuros, la cual fue desarrollada por Guzmán de Rojas a partir de la lógica de la cultura aimara.
Falleció en La Paz el 27 de enero de 2022.

## Obras publicadas
- 500 años América Latina: Ciclo de conferencias, 1973
- El niño vs. el número, Última Hora, 1979
- Problemática lógico-lingüística de la comunicación social con el pueblo aymara, Centro Internacional de Investigaciones para el Desarrollo, 1982
- Logical and linguistic problems of social communication with the aymara people, International Development Research Centre (Estados Unidos), 1985
- Problèmes de logique et de linguistique qui entravent la communication sociale avec le peuple aymara, Centre de recherches pour le développement international (Canadá), 1985
- Lógica aymara y futurología, Imprenta "Santin" Offset Color, 2007